# Sidi Ben Arous
Sidi (en) Ben Arous (arabe : أحمد بن عروس), de son vrai nom Ahmed Ben Abdallah Ben Arous Al Haouari, né en 1376 à Tunis et mort le 21 octobre 1463 dans la même ville, est un saint et un savant érudit tunisien. Il est originaire d'un village du côté d'Oued Remal entre Nabeul et Zaghouan.
Dès son jeune âge, il fait preuve d'ascétisme et de piété. Il quitte sa famille et s'installe à Tunis où il fréquente le mausolée de Sidi Mahrez, avant de partir vers Béja puis au Maroc ; il séjourne à Fès puis Marrakech et s'initie au soufisme et aux pratiques maraboutiques.
Il revient par la suite à Tunis et choisit un ancien atelier comme lieu de méditation. Le sultan hafside Abou Amr Uthman le fait aménager en zaouïa. Très vite, ce lieu devient une destination privilégiée des visiteurs, au point d'engendrer des bousculades interminables. Les autorités décident alors sa fermeture mais reviennent par la suite sur cette décision. 
Cette zaouïa, classée monument historique par un décret paru en 1928, est actuellement le lieu de sépulture du saint Sidi Ben Arous. Située dans la rue portant son nom, elle abrite une bibliothèque et sert de siège pour les associations groupées pour la sauvegarde du Coran.